# Friedrich Ludwig von Scampar
Friedrich Ludwig von Scampar (* 19. April 1723 in Bonn; † 18. April 1783) war Domherr in Köln.
Aus einer Familie kurkölnischer Hofbeamter stammend, wurde er Kanoniker an St. Kunibert zu Köln, wo er auch Propst war, und auch Kanoniker an St. Aposteln zu Köln. Seine Aufnahme in das Kölner Domkapitel am 19. Dezember 1760 hatte er unzweifelbar der Fürsprache des Kurfürst-Erzbischofs Clemens August I. von Bayern zu verdanken, dessen Reisekaplan er gewesen war.